# Nevtralni element
Nevtrálni elemènt ali identitéta I (označen tudi z E (nemško Einheit - enota), e ali 1, pa tudi 0) grupe z operacijo *, oziroma pripadajoče matematične strukture S, je v matematiki poseben edini element, za katerega za vsak a {\displaystyle \in } S velja:
e * a = a * e = a.
Nevtralni element imenujemo tudi enotski element. Na levi strani predpisa je levi nevtralni element in na desni desni nevtralni element. Če je e hkrati levi in desni nevtralni element, ga imenujemo tudi dvostrani nevtralni element.

### Zgledi
- Če (S, *) označuje množico realnih števil, zaprto za seštevanje, je število 0 nevtralni element.
- Če (S, *) označuje množico realnih števil, zaprto za množenje, je nevtralni element število 1.
- Če (S, *) označuje množico n ×, n kvadratnih matrik, zaprto za seštevanje, je nevtralni element ničta matrika.
- Če (S, *) označuje množico n ×, n kvadratnih matrik, zaprto za množenje, je nevtralni element enotska matrika.
- Če (S, *) označuje množico vseh funkcij množice M same vase, zaprto za operacijo sestave (kompozicije), je nevtralni element identična funkcija.
- Če ima množica S samo dva elementa, e in f in je v njej določena aritmetična operacija z e * e = f * e = e in f * f = e * f = f, sta e in f leva nevtralna elementa. Desnega ali dvostranega nevtralnega elementa v takšni množici potem ni.

Kot kaže zadnji zgled lahko ima par (S, *) več levih nevtralnih elementov. V bistvu je lahko vsak element levi nevtralni element. Podobno lahko obstoje tudi desni nevtralni elementi. Če obstajajo hkrati levi in desni nevtralni elementi, so enaki in tako obstajajo samo dvostrani nevtralni elementi. To lahko vidimo, če označimo l kot levi nevtralni element in r kot desni nevtralni element. Potem je l = l * r = r.
Če je e nevtralni element para (S, *) in a * b = e, potem element a imenujemo levi obratni element (inverz) elementa b in b desni obratni element elementa a. Če je element x hkrati levi in desni obratni element y, ga imenujemo dvostrani obratni element, oziroma enostavno obratni element y.
Podobno kakor pri nevtralni elementih ima lahko element y več levih obratnih elementov in tudi več levih in hkrati več desnih obratnih elementov. Če pa je operacija asociativna, so obratni elementi enaki, če obstajajo za element y hrati levi in desni obratni elementi.